# Liste de personnalités liées à Pregny-Chambésy
Cette liste recense les personnalités ayant eu un lien à la commune de Pregny-Chambésy, commune suisse de la République et canton de Genève.
Les personnalités sont classées en fonction de leur lieu de naissance dans la commune ou de leur installation dans celle-ci, puis ordonnées chronologiquement selon leur date de naissance.

## Naissances à Pregny-Chambésy
Cette liste non exhaustive recense les personnalités étant nées sur le territoire communal en précisant leurs noms, qualité, lien direct avec la commune et lieu d'habitation.
| personnalité                                 | qualité | lien avec Pregny-Chambésy | lieu d'habitation et période |
| -------------------------------------------- | --- | --- | --- |
| Jean Huber dit « Huber-Volaire » (1721-1786) | Peintre et silhouettiste genevois. | | Le château Malvand (de 1721 à 1738)                                                                                              |
| Jean Jaquet (1754-1839)                      | Architecte, sculpteur franco-suisse. Conseiller municipal de Genève (de 1799 à ?),. | Conseiller municipal de Pregny (de 1820 à 1839). Enterré au cimetière de Pregny. Une plaque commémorative à son effigie a été apposée sur la mairie. | Le château de Tournay (de 1754 à 1781) La maison de maître «Île Calvin » (de 1820 à 1829) Le château de Tournay (de 1829 à 1839) |
| Alexandre-Théodore Lavalley (1821-1892)      | Ingénieur, homme politique français. Sénateur du Calvados (de 1885 à 1892) et président de la Société des ingénieurs civils de France en 1875.                                               | | ? |
| Fanny Vitta (1870-1952)                      | Philanthrope et Femme de lettres française. | | ? |
| Marc Peter (1873-1966)                       | Avocat, juge, homme politique, délégué du CICR suisse. Maire de Versoix (de 1910 à 1919), député radical au Grand Conseil genevois (de 1910 à 1919) et Conseiller national (de 1911 à 1919). | | ? |
| Edmond Turrettini (1874-1951)                | Homme politique et suisse. Député UDE au Grand Conseil genevois et conseiller d'État du canton de Genève (de 1926 à 1933).                                                                   | | ? |
| George Robert (1960-2016)                    | Saxophoniste suisse. | | Chemin de Roilbot 22, Chambésy                                                                                                   |

## Ayant habité à Pregny-Chambésy
Du fait de sa situation géographique, stratégique et économique, la commune a connu un nombre important de personnalités connues qui s'y sont établis. Cette liste non-exhaustif recense les personnalités ayant habité sur le territoire communal en précisant leur noms, qualité, lien direct avec la commune et lieu d'habitation.
| personnalité | qualité | lien avec Pregny-Chambésy                                                                                  | lieu d'habitation et période |
| --- | --- | --- | --- |
| Ami Perrin (en) (~1500-1561) | Libertin et homme politique genevois. Premier syndic de Genève (de 1549 à 1553) et principal opposant aux réformes religieuses de Jean Calvin. | | Le château de « Pregny-La-Tour » (de 1555 à 1561) |
| François-Marie Arouet dit « Voltaire » (1694-1778)                                                                                             | Écrivain et philosophe français. | | Le château de Tournay (de 1758 à 1778) |
| Isaac Vernet (1700-1773) | Banquier, négociant et membre du Conseil des Deux-Cents en 1738. | | Le château Malvand (de 1751 à 1773) |
| Jacques III Pictet-Thellusson (1705-1786) | Diplomate genevois. Correspondant à Genève du roi Charles-Emmanuel III (de 1756 à 1763) et du roi Georges III (de 1756 à 1772). | | Le château du Reposoir (de 1763 à 1782) |
| Charles de Brosses (1709-1777) | Magistrat, historien, linguiste et écrivain français. | | Le château de Tournay (de 1752 à 1758) |
| Jean Jallabert (1712-1768) | Mathématicien, physicien et politicien genevois. | | Le château de « Pregny-La-Tour » (de 1740 à 1750) |
| François Huber (1750-1831) | Naturaliste, entomologiste et apiculteur étant l'un des premiers observateurs scientifiques des abeilles,. | Une plaque commémorative à son effigie a été apposée sur sa maison.                                        | Chemin Palud 1, Pregny (de 1750 à 1795) |
| Henri-Louis Jaquet-Droz (1752-1791) | Horloger neuchâtelois. | | La «Villa Perrot» (de 1788 à 1791) |
| Abraham Alfonse Albert de Gallatin (1761-1849)                                                                                                 | Personnalité politique, diplomate genevois et américain. Secrétaire au Trésor des États-Unis (de 1801 à 1814), et fondateur de l'université de New York en 1831. | Un pavillon du domaine de Penthes a été nommé en son honneur.                                              | La maison de maître «Île Calvin » (de 1761 à 1780) |
| Marie Josèphe Rose Tascher de La Pagerie dite « Joséphine de Beauharnais » (1763-1814)                                                         | Impératrice des Français (de 1804 à 1809), reine d'Italie (de 1805 à 1809) et première épouse de l’empereur Napoléon Ier (de 1796 à 1809). | Un chemin communal a été nommé en son honneur.                                                             | Le château de l'Impératrice (de 1811 à 1814) |
| Nicolas Théodore de Saussure (1767-1845) | Chimiste et botaniste suisse. | Conseiller municipal de la commune dès 1817.                                                               | Le château Malvand (de 1796 à 1845) |
| Jules Gaspard Aynard de Clermont-Tonnerre (1769-1837)                                                                                          | Troisième duc de Clermont-Tonnerre, gentilhomme et militaire français. | | La maison de maître « Le Bocage » (de 1821 à 1837) |
| Heinrich Menu von Minutoli (1772-1846) | Baron, ancien lieutenant-général au service de la Prusse, explorateur et archéologue prusso-genevois. | | L'ancienne maison de maître du « Petit-Morillon » (détruite) |
| Jeanne Victoire de Sellon de La Turbie (1777-1849)                                                                                             | Princesse Borghèse et baronne de La Turbie de l'Empire. | | La maison de maître « Le Bocage » (de 1821 à 1846) |
| Augustin-Pyramus de Candolle (1778-1841) | Botaniste et recteur de l'Académie de Montpellier en 1815. | | La maison de maître « La Petite Pierrière » (de 1825 à 1841) |
| Jean-Jacques de Sellon (1782-1839) | Notable, écrivain, philanthrope, collectionneur d'art, mécène et pacifiste suisse, fondateur de « la première Société de la paix sur le continent européen». | | La maison de maître « La Fenêtre » et la maison de maître « Le Bocage », (de 1820 à 1839)                                                                                      |
| Hortense Eugénie Cécile de Beauharnais dite « Hortense de Beauharnais » (1783-1837)                                                            | Reine consort de Hollande (de 1806 à 1810) et duchesse de Saint-Leu. | | Le Château de l'Impératrice (de 1814 à 1817) |
| Caroline Boissier-Butini (1786-1836) | Pianiste et compositrice. | Morte à Pregny-Chambésy.                                                                                   | L'ancienne maison de maître « Le Rivage » (détruite) (de 1817 à 1836) |
| Charles-René Pictet (1787-1856) | Diplomate et député par la municipalité de Genève auprès du tsar Alexandre I. | | La villa « Rive-Belle » (de 1838 à 1856) |
| Antoine Bovy (1795-1877) | Sculpteur reconnu pour avoir imaginé l'Helvetia figurant depuis 1874 sur trois pièces de monnaie suisses. | Enterré au cimetière de Pregny.                                                                            | L'ancienne maison de maître « Rive de Pregny » (détruite) (de 1873 à 1877) |
| Alphonse Louis Pierre Pyrame de Candolle (1806-1893)                                                                                           | Botaniste et membre étranger de l'Académie royale des sciences de Suède en 1859. | | La maison de maître « La Petite Pierrière » (de 1841 à 1857) |
| Agénor de Gasparin (1810-1871) | Écrivain et théologien protestant, homme politique et agronome, qui s'est fait connaître par divers ouvrages sur l'agriculture. | Mort à Pregny-Chambésy.                                                                                    | L'ancienne maison de maître « Le Rivage » (détruite) (de 1837 à 1871) |
| Pierre Edmond Boissier (1810-1885) | Botaniste suisse. | | L'ancienne maison de maître « Le Rivage » (détruite) (de 1810 à 1880) |
| Valérie de Gasparin (1813-1894) | Écrivaine suisse. | Morte à Pregny-Chambésy.                                                                                   | L'ancienne maison de maître « Le Rivage » (détruite) (de 1813 à 1894) |
| Jean Alphonse Favre (de) (1815-1890) | Géologue, dessinateur des premières cartes géologiques du Mont-Blanc, du Salève et du canton de Genève, enseignant de géologie et de paléontologie à l'académie de Genève entre 1844 et 1852 et cofondateur et président (en 1866) du Club alpin suisse.                                                                        | Mort à Pregny-Chambésy.                                                                                    | La maison de maître « Les Ormeaux » (de 1850 à 1890) |
| François-Gaspard Marchinville (de) (1815-1877)                                                                                                 | Négociant, Conseiller administratif de la ville de Genève (de 1851 à 1853) et Conseiller d'État du canton de Genève radical (de 1853 à 1855). | Mort à Pregny-Chambésy.                                                                                    | Chambésy |
| Henri Charles Antoine Baron (1816-1885) | Peintre, graveur et illustrateur français. | Enterré au cimetière de Pregny.                                                                            | L'ancienne maison de maître « Rive de Pregny » (détruite) (de 1856 à 1882) |
| Constant Fornerod (1819-1899) | Homme politique membre du PRD successivement Conseiller d'État vaudois de 1848 à 1851, Conseiller aux États vaudois lors de la 2e et 3e législature de l'Assemblée fédérale (de 1851 à 1855) puis 9e Conseiller fédéral (de 1855 à 1867).                                                                                       | | La maison de maître « La Petite Pierrière » (de 1871 à 1880) |
| Adolph Carl von Rothschild (1823-1900) | Banquier. | | La maison « Port Rouge » (modifiée) (de 1858 à 1859) Le château de Pregny (de 1859 à 1870) La maison « Port Rouge » (modifiée) (de 1870 à 1900)                                |
| Caroline Julie Anselme von Rothschild dite « Julie de Rothschild » (1830-1907)                                                                 | Épouse d'Adolph Carl von Rothschild. | | La maison « Port Rouge » (modifiée) (de 1858 à 1859) Le château de Pregny (de 1859 à 1907)                                                                                     |
| William Barbey-Boissier (1842-1914) | Botaniste et personnalité politique vaudoise. | Mort à Pregny-Chambésy et enterré au cimetière de Chambésy. Un chemin communal a été nommé en son honneur. | La maison de maître « La Grande Pierrière » (de 1869 à 1914) |
| Jaques-Louis Reverdin (1842-1929) | Chirurgien à qui l'on doit une aiguille à suture qui porte son nom. | Mort à Pregny-Chambésy et enterré au cimetière de Chambésy.                                                | L'ancienne maison de maître « Rive de Pregny » (détruite) (de 1882 à 1896) La maison de maître « Rive de Pregny » (de 1896 à 1929)                                             |
| Jean-Jacques Gourd (1850-1909) | Philosophe et recteur de l'Université de Genève (de 1896 à 1898). | Mort à Pregny-Chambésy et enterré au cimetière de Chambésy.                                                | Chemin des Crêts-de-Pregny 20, Pregny (de ? à 1909) |
| Francis Decrue (1854-1928) | Enseignant d'histoire et d'épigraphie aux universités de Rennes en 1886, de Poitiers (de 1886 à 1888) et de Genève où il est professeur d'archéologie, d'épigraphie, de paléographie (entre 1888 et 1898), d'histoire du Moyen Âge et d'histoire moderne (de 1898 et 1927) et recteur de l'université de Genève de 1916 à 1918. | Mort à Chambésy.                                                                                           | La maison de maître « La Petite Pierrière » (de 1924 à 1928) |
| Alfred Baur (en) (1865-1951) | Fondateur d'une entreprise d’engrais organiques et collectionneur d’objets d'art japonais et de céramique chinoise. | | La villa « Baur » et le château de Tournay (de 1915 à 1951) |
| René de Saussure (1868-1943) | Mathématicien et espérantophone suisse. | | La villa « La Favorite » (de 1902 à ?) |
| Louis François Masi (1868-1924) | Coureur cycliste suisse, professionnel de 1887 à 1892. | Mort à Pregny-Chambésy                                                                                     | ? |
| Oscar Dusendschön (1868-1960) | Producteur germano-brésilien de caoutchouc à Manaus et ancien Conseiller-délégué du Brésil auprès du BIT. | Mort à Pregny-Chambésy                                                                                     | Les maisons de maître de « La Coudira » (de 1926 à 1960) |
| Jean-Martin Naef (de) (1869-1954) | Fonadeur de l'entreprise Chuit & Naef et homme politique membre de l'UDE député au Grand Conseil genevois de 1923 à 1927, Conseiller d'État du canton de Genève de 1927 à 1931 et conseiller aux États genevois lors de la 28e législature de l'Assemblée fédérale (de 1928 à 1931).                                            | Mort à Pregny-Chambésy.                                                                                    | La maison de maître « Les Pins » (détruite) (de 1914 à 1954) |
| Paul Auguste Perrelet (1872-1965) | Artiste peintre suisse. | | ? (de 1930 à ?) |
| Élisabeth Gabrielle Valérie Marie de Wittelsbach dite «Élisabeth en Bavière » (1876-1965)                                                      | Duchesse en Bavière et troisième reine consort des Belges de 1909 à 1934. | | Le château du Reposoir (de 1945 à 1950) |
| Émilie Gourd (1879-1946) | Journaliste suisse, militante du droit des femmes et figure importante du féminisme suisse et international. | Enterrée au cimetière des Chambésy.                                                                        | Chemin des Crêts-de-Pregny 20, Pregny |
| Maurice de Rothschild (1881-1957) | Baron, banquier, mécène, homme politique français. | Mort à Pregny-Chambésy.                                                                                    | Le château de Pregny (de 1940 à 1957) |
| Georges-Albert-Edouard de Traz (1881-1980) | Romancier, essayiste et critique d'art, et peintre et illustrateur à ses débuts. | Mort à Pregny-Chambésy et enterré au cimetière de Pregny                                                   | La maison de maître « Île Calvin » (de 1906 à 1920) |
| Robert de Traz (1884-1951) | Romancier et essayiste. | Enterré au cimetière de Pregny.                                                                            | La maison de maître « Île Calvin » (de 1906 à 1920) |
| Torsten Kreuger (1884-1973) | Homme d'affaires suédois. | | Le château Malvand (de 1958 à 1973) |
| Noémie de Rothschild (1888-1968) | Philanthrope et mécène française, créatrice de la station de sports d'hiver de Megève. | | Le château de Pregny (de 1940 à 1968) |
| Marcel Ferdinand Bloch dit « Marcel Dassault » (1892-1986)                                                                                     | Ingénieur, homme politique, entrepreneur français, personnalité de l'aéronautique et PDG du Groupe Dassault. | | Chemin des Chèvres 50, Pregny |
| Walter Borner (1901-1983) | Vice-directeur de l'aéroport de Genève-Cointrin dès 1926, pilote de sport célèbre, pionnier de l'aviation commerciale, fondateur et associé (de 1931 à 1935) de la compagnie Borner-Genève-Air-Express et Député radical au Grand Conseil genevois de 1954 à 1969.                                                              | Mort à Pregny-Chambésy.                                                                                    | Villa « Les ailes » (de ? à 1983) |
| Léopold Philippe Charles Albert Meinrad Hubertus Marie Miguel de Saxe-Cobourg dit « Léopold III » (1901-1983)                                  | Quatrième roi des Belges de 1934 à 1951. | | Le château du Reposoir (de 1945 à 1950) |
| Maurice Ferrier (en) (1901-1973) | Banquier et joueur de tennis suisse ayant participé aux Jeux olympiques d'été de 1924. | | La maison de maître « Les Jordils » (de 1914 à 1973) |
| André Amstutz (1901-1981) | Géologue minier en Afrique, économétricien de 1940 à 1945 et inventeur du terme de « subduction » adopté internationalement pour désigner l'enfoncement de la lithosphère à de grandes profondeurs. | Mort à Pregny-Chambésy.                                                                                    | La maison « Port Rouge » (de 1901 à 1914) La Villa « Terrasse-Midi » (de 1914 à 1968) La maison de maître « Port Rothschild » (de 1968 à 1981)                                 |
| Ali Khan (1911-1960) | Prince, représentant du Pakistan et vice-président de l'Assemblée générale des Nations unies. | | Route de Lausanne 272, Chambésy |
| Mary Lilian Henriette Lucie Josephine Ghislaine Baels dite « Lilian Baels » (1916-2002)                                                        | Princesse de Belgique de 1941 à 1951. | | Le château du Reposoir (de 1945 à 1950) |
| Ahmed Ben Bella (1916-2012) | Combattant de l'indépendance algérienne, homme d'État algérien, président du Conseil des ministres de 1962 à 1963 et premier président de la République Algérienne de 1963 à 1965. | | Chemin des Cornillons 15, Chambésy (de 1981 à 1990) |
| Kurt Josef Waldheim (1918-2007) | Diplomate, homme d'État autrichien, secrétaire général des Nations unies de 1972 à 1981 et président fédéral de la république d'Autriche de 1986 à 1992. | | Chemin des Tamaris 1, Chambésy (détruite) |
| Serge Dassault (1925-2018) | Industriel, homme d'affaires et homme politique français. | | Chemin des Chèvres 50, Pregny |
| Edmond Adolphe Maurice Jules Jacques de Rothschild dit « Edmond de Rothschild » (1926-1997)                                                    | Baron et banquier franco-suisse fondateur-président du Groupe Edmond de Rothschild de 1953 à 1997. | Mort à Pregny-Chambésy.                                                                                    | Le château de Pregny (de 1940 à 1997) |
| Joséphine-Charlotte Stéphanie Ingeborg Elisabeth Marie José Marguerite Astrid de Belgique dite « Joséphine-Charlotte de Belgique » (1927-2005) | Grande duchesse de Luxembourg. | | Le château du Reposoir (de 1945 à 1950) |
| Baudouin Albert Charles Léopold Axel Marie Gustave de Saxe-Cobourg dit « Baudouin de Belgique » (1930-1993)                                    | Cinquième roi des Belges de 1951 à 1993. | | Le château du Reposoir (de 1945 à 1950) |
| Nadine Nelly Jeannette Lhopitalier dite « Nadine de Rothschild » (1932- )                                                                      | Actrice et personnalité mondaine française. | | Le château de Pregny (de 1963 à 2017) |
| Albert Félix Humbert Théodore Christian Eugène Marie de Saxe-Cobourg dit « Albert II » (1934-)                                                 | Sixième roi des Belges de 1993 à 2013. | | Le château du Reposoir (de 1945 à 1950) |
| Ieremías Kalliyóryis dit « Jérémie Calligiorgis » (1935- )                                                                                     | Archevêque orthodoxe, métropolite de Suisse (de 2003 à 2018) et exarque d'Europe. | | La maison du Centre orthodoxe du Patriarcat œcuménique (de 2003 à 2018) |
| Serge Klarsfeld (1935- ) | Historien et avocat français. | | Chemin du Champ-de-Blé 9, Chambésy |
| Vassílios Papandréou dit « Damaskinos d'Andrinople » (1936-2011)                                                                               | Directeur du Centre orthodoxe du Patriarcat œcuménique (de 1969 à 1982) et métropolite orthodoxe de Suisse (de 1982 à 2003). | | Route de Lausanne 282, Chambésy (de 1969 à 2001) |
| Karim Al-Hussaini dit « Aga Khan IV » (1936-2025)                                                                                              | 49e imam des Ismaéliens nizârites entre 1957 et 2025. | | Route de Lausanne 272, Chambésy (de 1957 à 1961) La maison de maitre « Mérimont » (de 1961 aux années 1980) La maison de maître sud de « La Coudira » (des années 1980 à 1995) |
| Amyn Aga Khan (1937- ) | Imam chiite nizâriens. | | Une villa à Chambésy |
| Sarah Frances Croker Poole (en) dite « Salimah Aga Khan » (1940- )                                                                             | Princesse et bégum. | | La maison de maitre « Mérimont » (de 1969 aux années 1980) La maison de maître sud de « La Coudira » (depuis les années 1980)                                                  |
| Florian Vetsch (1941- ) | Pilote de course et député radical au Grand Conseil de 1989 à 1993. | | Une maison de village à Pregny |
| Alexandre Emmanuel Henri Albert Marie Léopold de Belgique dit « Alexandre de Belgique » (1942-2009)                                            | Prince de Belgique. | | Le château du Reposoir (de 1945 à 1950) |
| Michel René Pont (1954- ) | Footballeur et entraîneur suisse. | Conseiller municipal de 1995 à 1996.                                                                       | Une villa à Chambésy |
| Denis Bruno Dumont (1958- ) | Homme d'affaires français. | | Une villa à Chambésy |
| John H. McCall MacBain (en) (1958- ) | Homme d'affaires et philanthrope canadien. | | La maison de maître « Rive de Pregny » (depuis 2020) |
| Benjamin Edmond Maurice Adolphe Henri Isaac De Rothschild dit « Benjamin de Rothschild » (1963-2021)                                           | Baron, Banquier et homme d'affaires français, propriétaire et président du Groupe Edmond de Rothschild de 1997 à 2021. | Mort à Pregny-Chambésy.                                                                                    | Le château de Pregny (de 1963 à 2021) |
| Yves Matthey (1964- ) | Réalisateur suisse. | | Une maison à Chambésy |
| Yves Daccord (en) (1964- ) | Directeur général du CICR de 2010 à 2020. | | Route de Pregny 27, Pregny |
| Ariane Elisabeth Langner dite « Ariane de Rothschild » (1965- )                                                                                | Coprésidente du Groupe Edmond de Rothschild depuis 2019. | | Le château de Pregny (depuis 2017) |
| Maxime Pothos (1966- ) | Métropolite de Suisse (depuis 2018) et exarque d'Europe. | | La maison du Centre orthodoxe du Patriarcat œcuménique (depuis 2018) |
| Patrick Baumann (1967-2018) | Dirigeant sportif suisse, secrétaire général de la Fédération internationale de basket-ball de 2002 à 2018 et membre du Comité international olympique de 2007 à 2018. | | Avenue de la Foretaille 9, Chambésy (de ? à 2018) |
| Rahim al-Hussaini dit « Aga Khan V » (1971- )                                                                                                  | 50e imam des Ismaéliens nizârites et gérant de l'Aga Khan Development Network. | | La maison de maitre « Mérimont » |
| Michael Wainwright (1973- ) | Pilote automobile britannique et directeur de l'exploitation de la société Trafigura. | | La maison de maître « Le Rivage » (depuis 2022) |
| Hussain Aga Khan (en) (1974- ) | Prince. | | La Villa « La Foretaille » |
| Tibert Pont (1984- ) | Footballeur suisse. | | Une villa à Chambésy (de 1984 à ?) |
| David Gonzalez (1986- ) | Footballeur bi-national espagnol et suisse. | | Une maison à Chambésy |

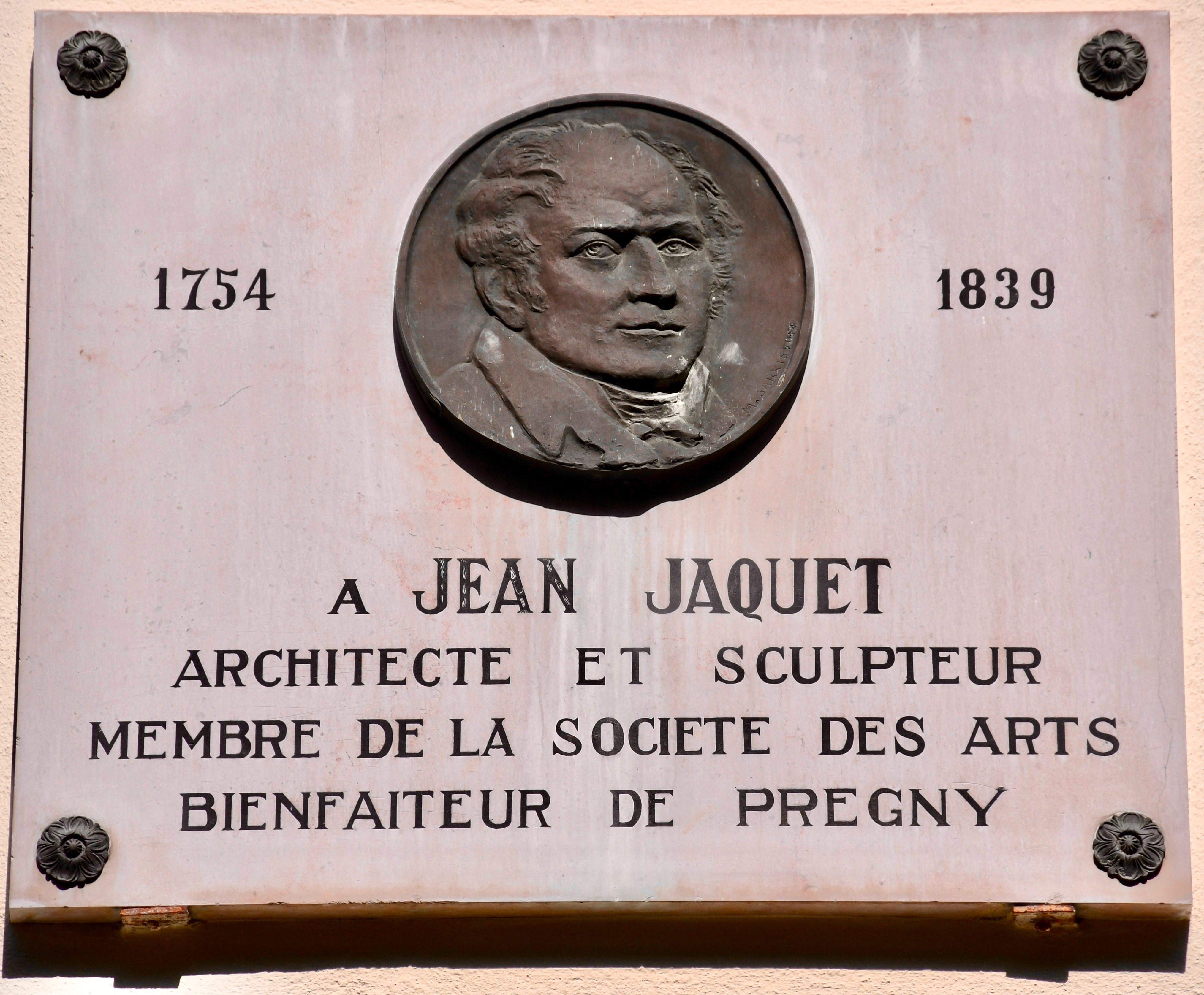
Plaque commémorative de Jean Jaquet.
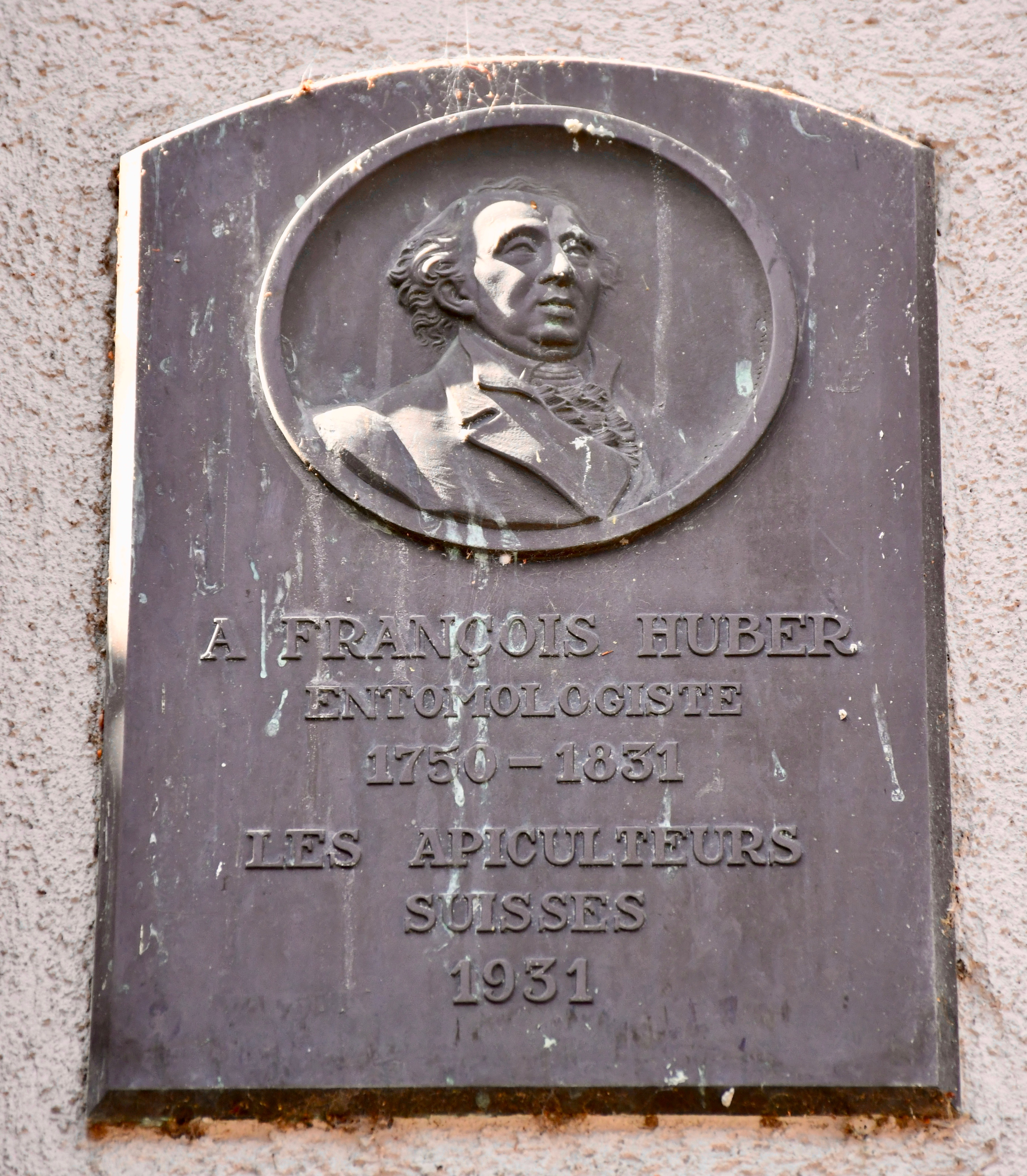
Plaque commémorative de François Huber.
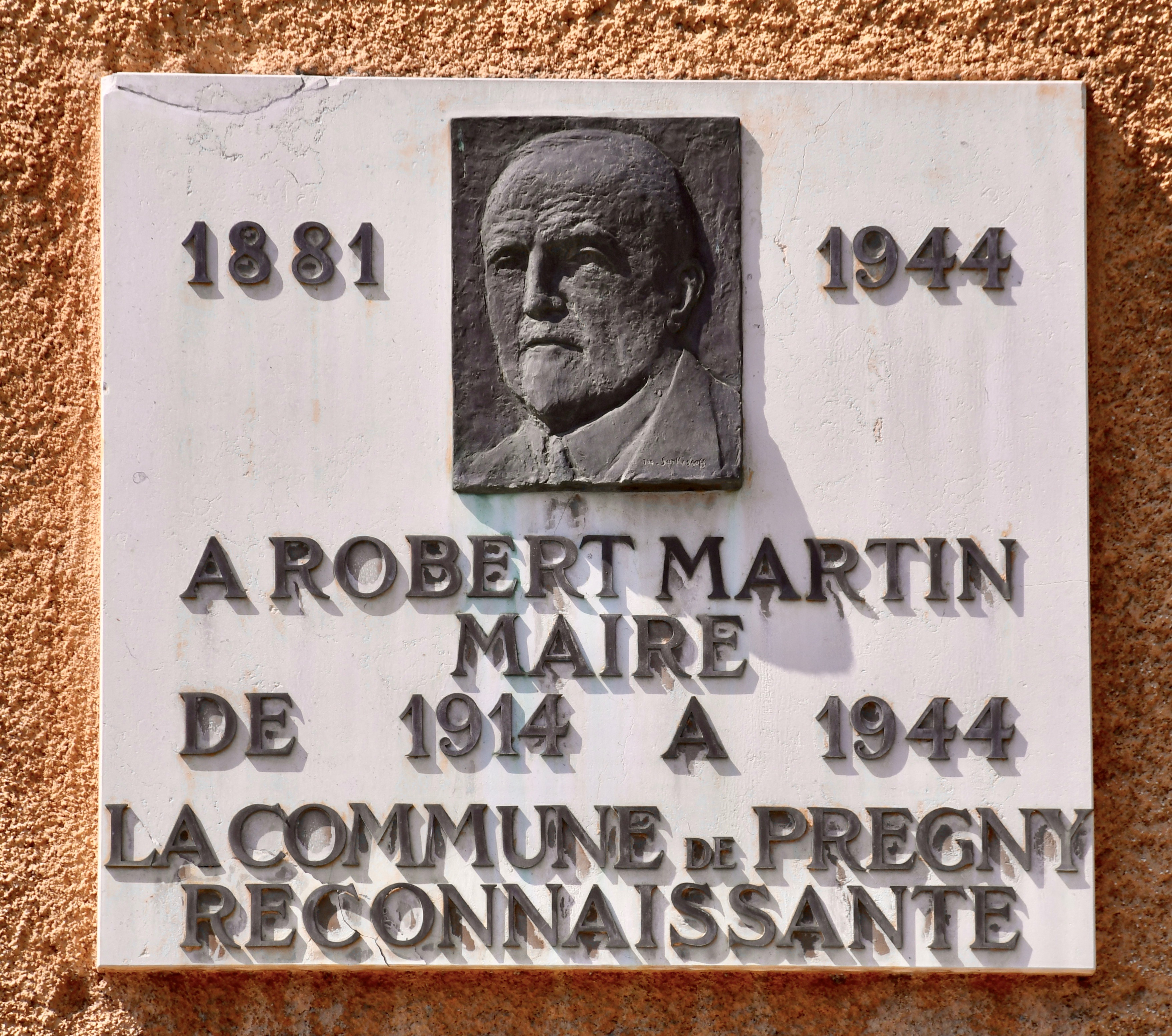
Plaque commémorative de Robert Martin.